# MIRAI PICTURES JAPAN
MIRAI PICTURES JAPAN （ミライピクチャーズジャパン）は、映画、演劇（舞台・ミュージカル）の製作、興行（ライブ・イベント）、配給を手掛ける、株式会社MIRAIの事業部である。創業は1991年で、設立は1995年9月25日である。

## 概要
1995年9月25日設立の株式会社MIRAI（旧：ミライ）の事業部である。

## 沿革
- 1991年5月23日 - 株式会社MIRAI代表の神品信市が渋谷で創業し、イベントを中心に事業を展開する。
- 1995年9月25日 - 神奈川県川崎市宮前区に株式会社ミライ（現：MIRAI）を設立。
- 1997年5月20日 - 豊島区東池袋に移転して分室する。舞台『真夜中のパーティー』（出演：加勢大周・金子賢）の制作に参加する。ラベック音楽企画を立ち上げ関東圏中心にコンサート、ライブを展開する。
- 1998年8月1日 - 南池袋に移転。舞台『太陽と月に背いて』（出演：野村宏伸・高橋かおり）の制作に協力する。ラベック音楽企画へ人事強化し制作活動を全国へと展開する。東京都豊島区南池袋にて分室。演劇製作、芸能事業の強化を図る。ラベック音楽企画のラインナップをポップスやR&B以外にジャズ、ビッグバンド、カントリーミュージックなどを入れ拡張する。
- 2006年8月1日 - 港区東新橋に移転。
- 2011年4月1日 - 社屋2階の店舗スペースにCafe de Shachu（カフェ＆レストラン）直営店をオープンする。
- 2015年3月1日 - 社屋内3階から2階へ本部を移設。同2階の店舗（カフェ&レストラン）を大門に移店する。
- 2019年7月1日 - 港区新橋6丁目-9-4の7階に新スタジオを3スペース開設する。同フロアにフォトスタジオと劇団事務局も移設する。

## MIRAIグループ関連会社・事業部
- MIRAI
- TSUBASA
- MIRAI MUSIC ENTERTAINMENT
- MIRAI PICTURES JAPAN（旧：ミライ・アクターズ・プロモーション）
- Cafe de shachu
- STUDIO SHIODOME
- MIRAI PICTURES ACADEMY
- アヴィラステージ
- キャストパワーネクスト
- Ai&Grace
- ノーリーズンファーム
- タップセカンド
- レイワジャパン・ネオ

## 加盟団体
- 社団法人日本映画テレビプロデューサー協会[注釈 2]（加盟名義：神品信市）
- 日本アカデミー賞協会[注釈 3]（加盟名義：神品信市、賛助会員加盟名義：株式会社MIRAI）
- 協同組合日本映画製作者協会（加盟名義：株式会社MIRAI）[1]

## 映画作品

### 特徴
MIRAI作品は恋愛、サスペンス、アクション、ホラー、ファンタジー、コメディーとジャンルにとらわれない作品作りが特徴と言える。監督の選出や配役もユニークで、キャスティングされた俳優陣は普段見られない様な役を演じていることが見られる。

### 作品リスト
2002年より。
- ヘヴンズ・ドア 殺人症候群（出演：田中美奈子・福井裕佳梨・前田耕陽・蛭子能収・堀川りょう）
- すくらんぶる・ハーツ〜恋のソナタ〜（出演：矢沢心・弓削智久・こずえ鈴・隆大介・東郷萌絵）
- 呪戒 JUKAI（出演：金子昇・すほうれいこ・蒼井優・野川さくら・マギー司郎）
- 影・幻・月光（出演：金子昇・原口あきまさ・森下千里・友井雄亮・白川裕二郎）
- 矜持〜KYOUJI〜（出演：加勢大周・パパイヤ鈴木・藤波辰爾・川上綾香・村野武範）
- あのころ…Summer Memories（出演：山川恵里佳・倉貫匡弘・沖直未）
- 僕はこの丘で、君を愛したい…（出演：溝呂木賢・細川ふみえ・本宮泰風・原嶋元久）
- クローズ・ユア・マインド 馬熊横丁（出演：加藤夏希・吉田友一・小野ヤスシ・石山拓男）
- 約束の地に咲く花（出演：須賀貴匡・三津谷葉子・津田寛治・吉井怜・木村延生）
- 僕の彼女とその彼氏 Drop in Ghost（出演：満島ひかり・柴木丈瑠・速水けんたろう・深澤大河）
- 虹色ハーモニー〜マイ・レインボウ・マン〜（出演：いしだ壱成・小倉優子・内田菜月・池内万作）
- それでもヤクザはやってくる（出演：宅麻伸・新井康弘・菊地勇輝・重盛さと美）
- soeur/スール（出演：宝生舞・山本博子・小倉優子・田中実・大桑マイミ）
- フォーク&バレット サヨウナラ戦争（出演：はなわ・風間トオル・丹羽斐沙江）
- RUN3（出演：渡辺大・山本博子・風間トオル・青田典子・高味光一郎）
- Famille ファミーユ フランスパンと私（出演：萩原流行・本山由美・小木茂光・坂口良子・坂口杏里）
- Quarter（出演：小嶺麗奈・島崎和歌子・勝野洋輔・袴田吉彦・深澤大河）
- 冬の怪談　ぼくとワタシとおばあちゃんの物語（出演：矢島舞美（℃-ute）・木村延生・福田花音（ハロー!プロジェクト）・原田大二郎）
- Wednesday アナザーワールド（出演：北村悠・山本博子・土岐田麗子・原田龍二・美馬怜子）
- Oh!マイブラザー 誰の心に届く…（出演：赤井英和・安岡力也・桑名正博・小池陸・高山未帆）
- イルカの豆（出演：大沢樹生・夏川純・小西博之・吉岡大輔）
- キャッチボール×3（出演：和泉元彌・吉成将・黒田アーサー・野村将希）
- ファイティング オカン（出演：中澤裕子（元モーニング娘。）・竹原慎二・時東ぁみ）
- 恋する弁当男子（出演：斉藤祥太・新里宏太・遠藤憲一・飯田圭織（元モーニング娘。）・クリス松村）
- デイズ 私がアイツになった時…（出演：新垣里沙（元モーニング娘。）・はたけ・大仁田厚・高知東生・Sharo）
- バトルαソクラテス パーティ&party!（出演：石垣佑磨・TKO（木本武宏・木下隆行）・内田眞由美（元AKB48））
- あの日、ぼくらの大脱走（出演：月亭方正・坂本あきら・佐野真白・鳥山拓哉）
- 心が君を、探してる。（出演：外岡えりか・冨森ジャスティン・大鶴義丹・田中大地）
- レプリカント・イブ（出演：岩田陽葵・井上正大・倉田てつを・蝶野正洋）監督: 國米修市
- サンタクロースズ（出演：島田陽子・市來玲奈（元乃木坂46）・大鶴義丹・佐野真白）
- さざ波ラプソディー（出演：市來玲奈（元乃木坂46）・いしだ壱成・黒田アーサー・松井誠・浜田ブリトニー・高﨑哉海）
- くらわんか!　出演/青木玄徳・長内美那子・赤澤燈・伊﨑右典・岩田陽葵・秋本奈緒美・川﨑麻世
- 9 〜ナイン〜　出演/市來玲奈（元乃木坂46）・亀田大毅・ビートきよし・板東英二・原口あきまさ・前田日明
- レッドシューズ（2022年12月9日北九州市にて先行公開予定） 出演/朝比奈彩・ 市原隼人[2]・ 佐々木希[3]・ 森崎ウィン[4]・ 観月ありさ[5]・ 松下由樹[6]・ 野田あかり[7]・小野木里奈[7][8]、監督：雑賀俊朗[9]
- レディ加賀（2023年秋公開予定）[10][11] 出演/小芝風花・檀れい・松田るか・中村静香・八木アリサ・奈月、監督：雑賀俊朗